# Machinae Supremacy
Machinae Supremacy, a veces escrito MaSu, es una banda de Luleå, Suecia que presenta una ligera fusión entre metal, rock alternativo y música electrónica (principalmente «8-bit» y «Chiptune»). Su estilo es definido por ellos mismos como SID metal. En su música utilizan los sonidos del chip SID de los viejos computadores Commodore.

## Historia
Machinae Supremacy fue formada en el verano del 2000 por Robert Stjärnström, Kahl Hellmer y Jonas Rörling. El nombre de la banda existía desde antes, pero solo unos meses más tarde encontraron el camino que querían seguir.
Gordon (Andreas Gerdin), un viejo amigo de Jonne, ingresó a los teclados y Tobbe a la batería. Tobbe fue una gran ayuda para la banda en los primeros años, pero en 2002 la dejó, siendo reemplazado por Tomas Nilsén, viejo amigo de Robert.
En 2004 publicaron su primer álbum comercial, Deus Ex Machinae, el cual fue reeditado en 2005. Posteriormente, Kahl se mudó fuera de Luleå, y al no poder continuar en el grupo fue reemplazado por Johan Palovaara. Durante esta época, Music By Design Records Ltd., el sello de la banda, dejó de existir.
En febrero de 2006 el grupo anunció que querían publicar su segundo disco comercial, Redeemer, el 18 de marzo del mismo año y abrir su propia tienda en línea (en lugar de confiar en compañías exteriores). Poco después de la publicación consiguieron contrato con la discográfica Spinefarm Records, con la cual también publican una versión reeditada de Redeemer. Este año también trabajaron, junto a Hubnester Industries, en la banda sonora de War Angels, un videojuego para PC que finalmente fue cancelado, y en su tercer álbum de estudio.
En el 27 de julio de 2007, MaSu terminó con la grabación del video para el tema Through the Looking Glass, el cual fue publicado el 3 de octubre del mismo año.
Unos días después de la publicación del videoclip de Through the Looking Glass se anunció que el bajista, Johan “Poe” Palovaara, dejaría MaSu por prioridades diferentes. En el mismo día se dijo que el reemplazo de Poe llegaría a anunciarse en noviembre de 2007. Para la grabación de Overworld se unió a la banda Johan «Dezo» Hedlund, remplazando a Poe en el bajo.
Previo a la publicación de Overworld se presentó el primer sencillo del disco, Gimme More (SID), una versión de un tema de Britney Spears.
En febrero de 2008 se puso a la venta el CD Overworld, además de publicar también un videoclip para la canción «Edge and Pearl», segundo corte de este disco. Más tarde, Machinae Supremacy empezó a rediseñar su página electrónica, dividiendo los antiguos temas gratuitos en 3 discos llamados Fury, Arcade y Origin, además de la publicación de los nuevos archivos en formato FLAC.

## Miembros

### Actuales
- Robert Stjärnström: voz y guitarra
- Jonas Rörling: guitarra
- Niklas Karvonen: batería
- Andreas Gerdin: teclados, guitarra y bajo
- Tomi Luoma: guitarra

### Anteriores
- Kahl Hellmer: bajo (2000-2005)
- Tobbe: batería (2000-2002)
- Johan Palovaara: bajo (2004-2007)
- Tomas Nilsén: batería (2002-2009)
- Johan Hedlund: bajo (2007-2011)

## Discografía
Gran parte de las canciones de Machinae Supremacy ha sido publicada en su sitio electrónico sin encontrarse en disco alguno. 

### Álbumes
- Deus Ex Machinae (2004; reeditado en 2005)
- Jets'n'Guns OST (2004)
- Redeemer (Underground) (2005)
- Redeemer (Retail) (2006)
- Overworld (2008)
- A View From The End Of The World (2010)
- Rise Of a Digital Nation (2012)
- Phantom Shadow (2014)
- Into The Night World (2016)